# Пољопривредни факултет Универзитета у Бањој Луци
Пољопривредни факултет у Бањој Луци налази се у саставу Универзитета у Бањој Луци, једног од два државна универзитета у Републици Српској.
Декан Пољопривредног факултета је проф. др Златан Ковачевић

## Историја
Оснивању Пољопривредног факултета претходио је развој више научних и образовних институција из области пољопривреде. Прво, одлуком Владе НР Босне и Херцеговине (1947) у Бањој Луци формиран је Пољопривредни завод, који је 1996. прерастао у Пољопривредни институт Републике Српске. Затим, Виша пољопривредна школа основана је посебним законом (1960), а почела је са радом 1961. године. Престала је са радом школске 1972/1973. године.
На сједници Научно-наставног вијећа Универзитета у Бањој Луци која је одржана 27. фебруара 1992. усвојен је Елаборат о оснивању Пољопривредног факултета и заједно са Одлуком о утврђивању приједлога Елабората о друштвено-економској оправданости оснивања Пољопривредног факултета упућен Скупштини СР Босне и Херцеговине на усвајање. Затим, процедура о оснивању је обновљена на основу Устава и Уставног закона за спровођење Устава Српске Републике Босне и Херцеговине. Августа 1992. именована је Комисија матичара и донесена одлука о оснивању, а за послове декана именован је проф. др Петар Дурман. Пољопривредни факултет је почео са радом 10. октобра 1992. године у згради бивше Више пољопривредне школе.